# 東松島市震災復興伝承館
東松島市震災復興伝承館（ひがしまつしまししんさいふっこうでんしょうかん）は、宮城県東松島市にある東日本大震災に関する資料館。

## 歴史
東日本大震災による津波で被災したJR仙石線旧野蒜駅の駅舎（鉄筋コンクリート一部2階建）を改修して2016年10月に開館した。震災被災者が自らの経験を語る映像を大型スクリーンで上映するほか、復興状況を伝える写真パネルを展示する。
2019年2月に1階に入店していたコンビニエンスストアが閉店。コンビニエンスストアの店舗が入っていた約200平方メートルも新装し、2020年10月31日にリニューアルオープンした。1階受付前に全国各地の自治体から派遣されたすべての職員346人の名前を記した名板が設置された。

## 東日本大震災復興祈念公園
旧野蒜駅の周辺は、東松島市東日本大震災復興祈念公園として整備されている。園内には当館や旧野蒜駅プラットホームが所在するほか、慰霊碑と東松島市内で犠牲になった約1100名の名前が刻まれたプレートが設置されている。

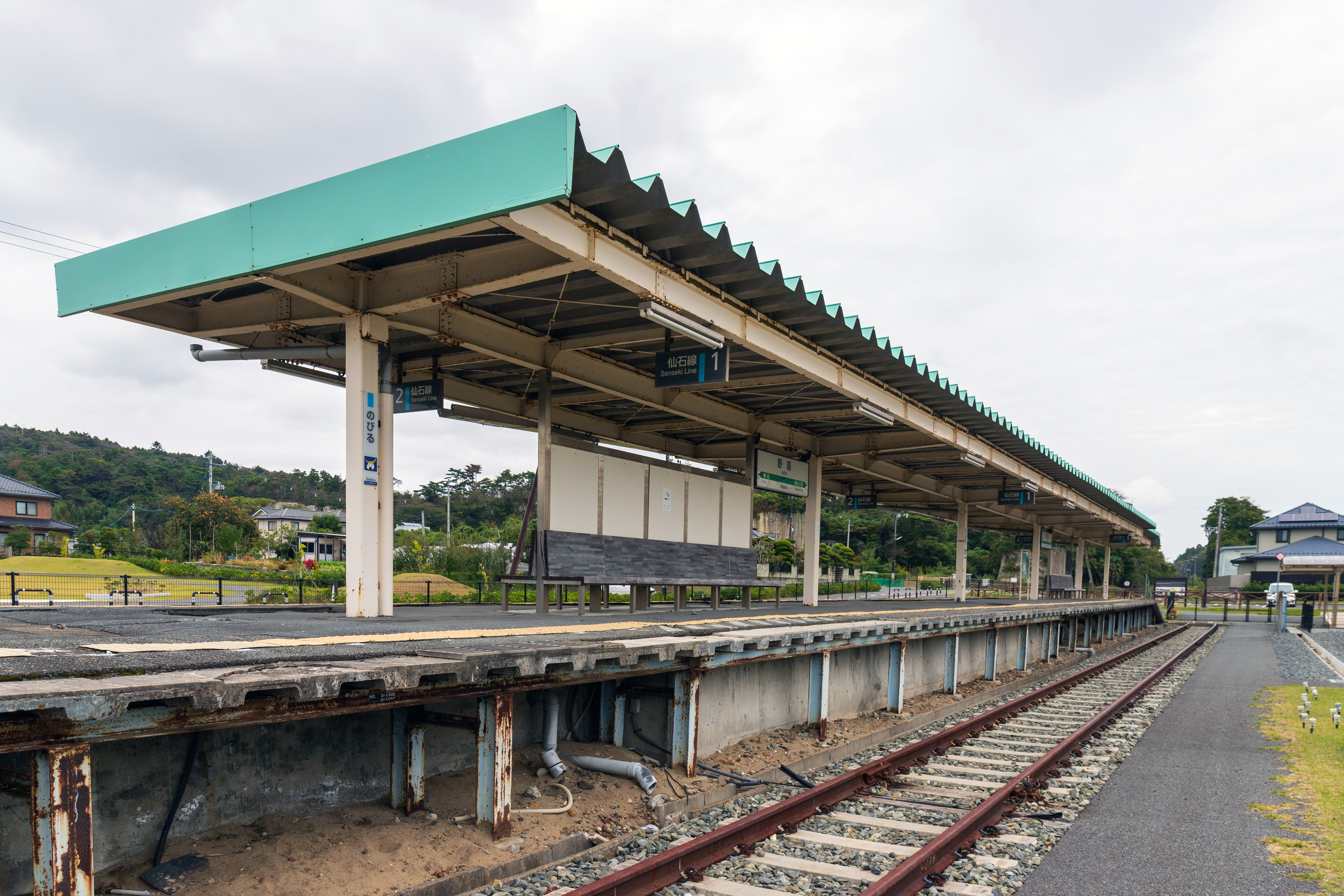
プラットホーム遺構